# 萬巴赫湖
51°23′10″N 6°47′37″E / 51.3860157°N 6.7935728°E

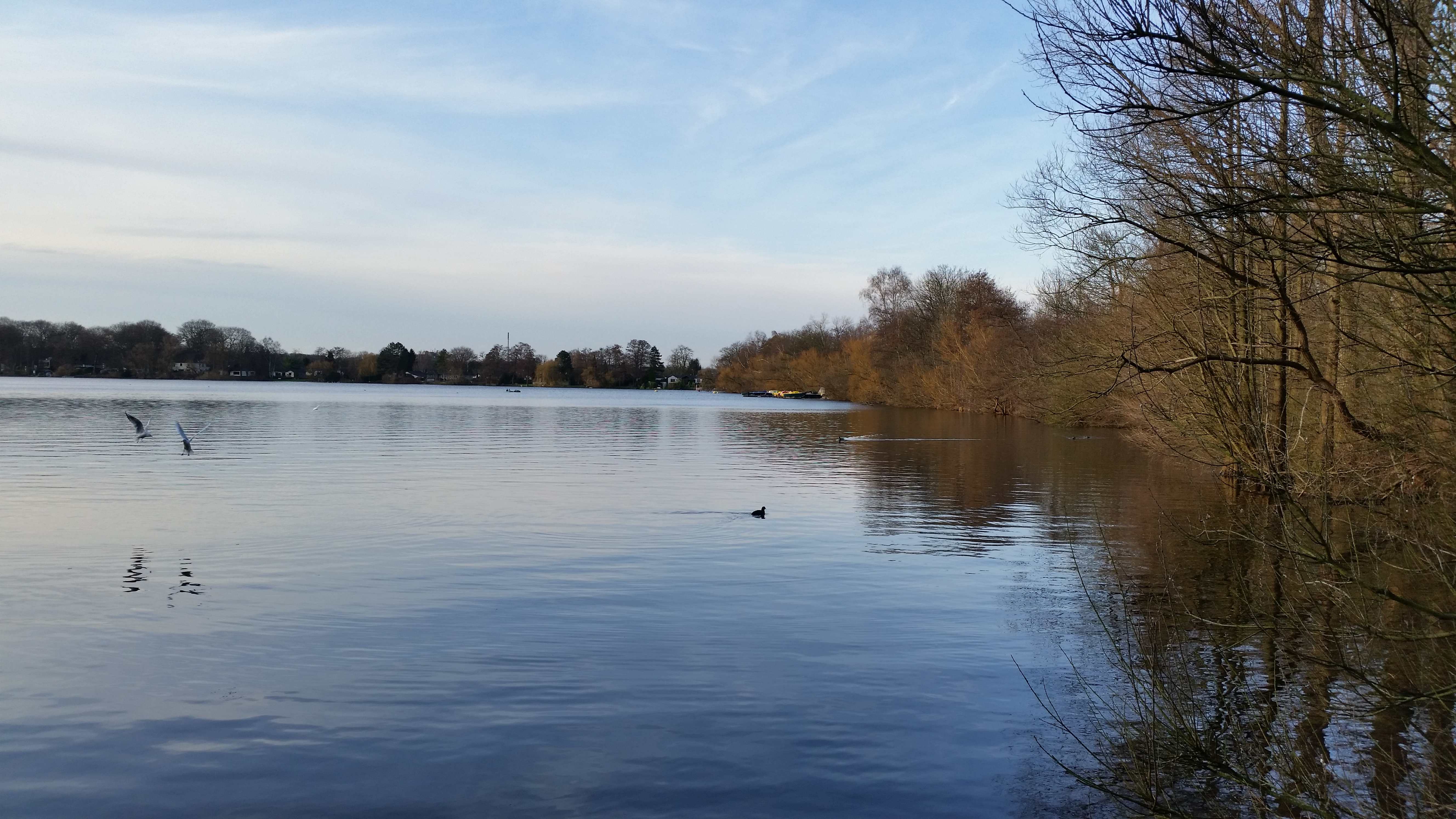

萬巴赫湖（德語：Wambachsee），是德國的湖泊，位於該國西部，由北萊茵-威斯特法倫州負責管轄，該湖泊長0.9公里、寬0.5公里，最大水深12米，湖岸線長度2.1公里。